# Szczytkówka
Szczytkówka – przysiółek wsi Soblówka położony w województwie śląskim, w powiecie żywieckim, w gminie Ujsoły. Przysiółek znajduje się na stokach Muńcuła.
W latach 1975–1998 przysiółek administracyjnie należał do województwa bielskiego
Wierni kościoła rzymskokatolickiego należą do parafii Niepokalanego Serca NMP w Soblówce.
Do 1996 roku znajdowała się tu chatka studencka, która spłonęła. Dzięki staraniom specjalnie założonego stowarzyszenie „Szczytkówka” chatka została odbudowana. W kwietniu 2015 roku chatka ponownie całkowicie spłonęła. W pobliżu przysiółka przebiega zielony pieszy szlak turystyczny z Ujsół przez Muńcuł do Bacówki PTTK na Rycerzowej.